# Blaberidae
I blaberidi o scarafaggi giganti (Blaberidae) sono la seconda famiglia più grande dell'ordine dei Blattodea.

## Specie notevoli
- Blatta del Capo – Aptera fusca
- Blatta nana di grotta – Blaberus atropos=Blaberus fusca
- Blatta testa di morto – Blaberus craniifer
- Falsa blatta testa di morto – Blaberus discoidalis
- Dubia – Blaptica dubia
- Blatta verde – Panchlora nivea
- Blatta fischiante del Madagascar – Gromphadorhina portentosa
- Blatta dagli occhiali – Nauphoeta cinerea
- Blatta del Suriname – Pycnoscelus surinamensis
- Blatta rinoceronte – Macropanesthia rhinoceros

## Generi

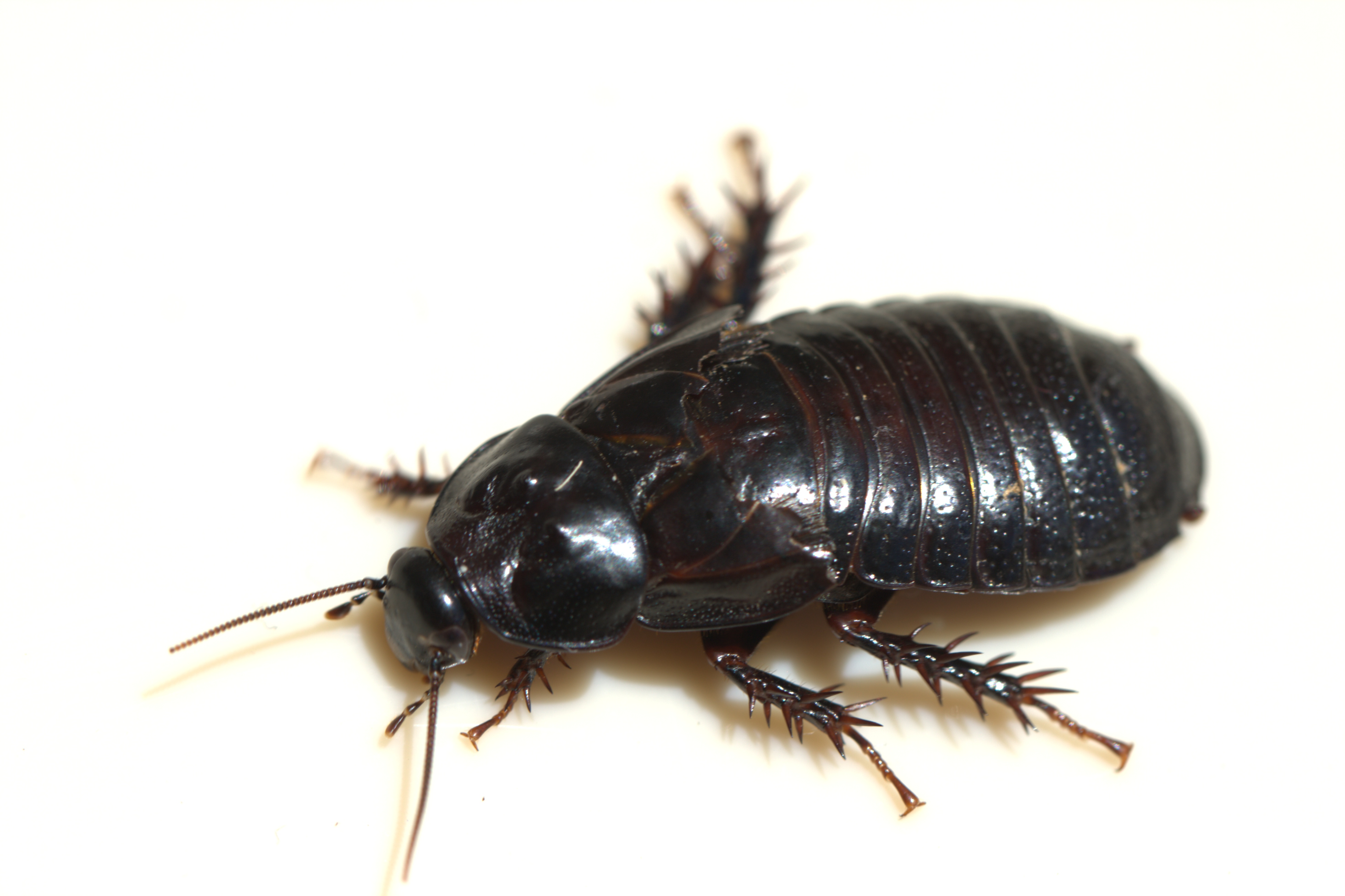
Panesthia

- Sottofamiglia Blaberinae
  - Archimandrita
  - Aspiduchus
  - Bionoblatta
  - Blaberus
  - Blaptica
  - Byrsotria
  - Eublaberus
  - Hemiblabera
  - Hiereoblatta
  - Hormetica
  - Hyporhicnoda
  - Lucihormetica 
  - Minablatta
  - Monachoda
  - Monastria
  - Neorhicnoda
  - Oxycercus
  - Paradicta
  - Parahormetica
  - Petasodes
  - Phoetalia
  - Sibylloblatta
  - Styphon
- Sottofamiglia Diplopterinae
  - Diploptera
- Sottofamiglia Epilamprinae
  - Africalolampra
  - Alphelixia
  - Anisolampra
  - Antioquita
  - Apsidopis
  - Aptera
  - Ataxigamia
  - Blepharodera
  - Calolampra
  - Calolamprodes
  - Capucinella
  - Cariacasia
  - Colapteroblatta
  - Dryadoblatta
  - Epilampra
  - Galiblatta
  - Gurneya
  - Haanina
  - Homalopteryx
  - Howintoniella
  - Juxtacalolampra
  - Litopeltis
  - Miroblatta
  - Molytria
  - Morphna
  - Notolampra
  - Opisthoplatia
  - Orchidoeca
  - Phlebonotus
  - Phoraspis
  - Pinaconota
  - Placoblatta
  - Poeciloderrhis
  - Princisola
  - Pseudophoraspis
  - Rhabdoblatta
  - Rhabdoblattella
  - Stictolampra
  - Thorax
  - Ylangella

- Sottofamiglia Geoscapheinae
  - Geoscapheus
  - Macropanesthia
  - Neogeoscapheus
  - Parapanesthia

- Sottofamiglia Gyninae
  - Alloblatta
  - Gyna
  - Paraprincisaria
  - Princisaria
  - Pseudocalolampra

- Sottofamiglia Oxyhaloinae
- Tribù Gromphadorhini
  - Aeluropoda
  - Ateloblatta
  - Elliptorhina
  - Gromphadorhina
  - Leozehntnera
  - Princisia

- Tribù Nauphoetini
  - Griffiniella
  - Henschoutedenia
  - Jagrehnia
  - Nauphoeta
  - Rhyparobia
  - Simandoa

- Tribù Oxyhaloini
  - Oxyhaloa
  - Brachynauphoeta
  - Coleoblatta
  - Heminauphoeta
  - Pronauphoeta

- Sottofamiglia Panchlorinae
  - Achroblatta
  - Anchoblatta
  - Biolleya
  - Panchlora
  - Pelloblatta

- Sottofamiglia Panesthiinae
  - Ancaudellia
  - Annamoblatta
  - Caeparia
  - Microdina
  - Miopanesthia
  - Panesthia
  - Salganea

- Sottofamiglia Paranauphoetinae
  - Paranauphoeta

- Sottofamiglia Perisphaeriinae[1]
  - Bantua
  - Compsagis
  - Corydidarum
  - Cyrtotria
  - Derocalymma
  - Ellipsica
  - Elliptoblatta
  - Glomerexis
  - Gymnonyx
  - Hostilia
  - Laxta
  - Neolaxta
  - Perisphaeria
  - Perisphaerus
  - Pilema
  - Platysilpha
  - Poeciloblatta
  - Poeciloderrhis[2]
  - Pseudoglomeris
  - Pseudocalolampra
  - Trichoblatta
  - Zuluia

- Sottofamiglia Pycnoscelinae
  - Proscratea
  - Pycnoscelus
  - Stilpnoblatta

- Sottofamiglia Zetoborinae
  - Alvarengaia
  - Capucina
  - Lanxoblatta
  - Parasphaeria
  - Phortioeca
  - Phortioecoides
  - Schistopeltis
  - Schizopilia
  - Schultesia
  - Thanatophyllum
  - Tribonium
  - Tribonoidea
  - Zetobora
  - Zetoborella

- Senza sottofamiglia

- - Apotrogia
  - Cacoblatta
  - Compsolampra
  - Cyrtonotula
  - Derocardia
  - Diplopterina
  - Elfridaia
  - Eustegasta
  - Evea
  - Glyptopeltis
  - Gynopeltis
  - Hedaia
  - Isoniscus
  - Kemneria
  - Mesoblaberus
  - Mioblatta
  - Paraplecta
  - Phenacisma
  - Progonogamia
  - Pseudogyna
  - Pseudoplatia
  - Rhicnoda
  - Stenoblatta
  - Stictomorphna
  - Thoracopygia